# Anna Klimkiewicz
Anna Klimkiewicz (ur. 1955) – polska literaturoznawczyni, dr hab. nauk humanistycznych, profesor uczelni Instytutu Filologii Romańskiej i prodziekan Wydziału Filologicznego Uniwersytetu Jagiellońskiego.

## Życiorys
29 czerwca 1995 obroniła pracę doktorską Listy i liryki Giovanniego Guidiccioni. Tradycja i nowatorstwo, 10 grudnia 2009 uzyskała stopień doktora habilitowanego. Awansowała na stanowisko profesora uczelni w Instytucie Filologii Romańskiej, oraz prodziekana na Wydziale Filologicznym Uniwersytetu Jagiellońskiego.